# Dietopsa
Dietopsa là một chi nhện trong họ Thomisidae.